# Agneta Matthes

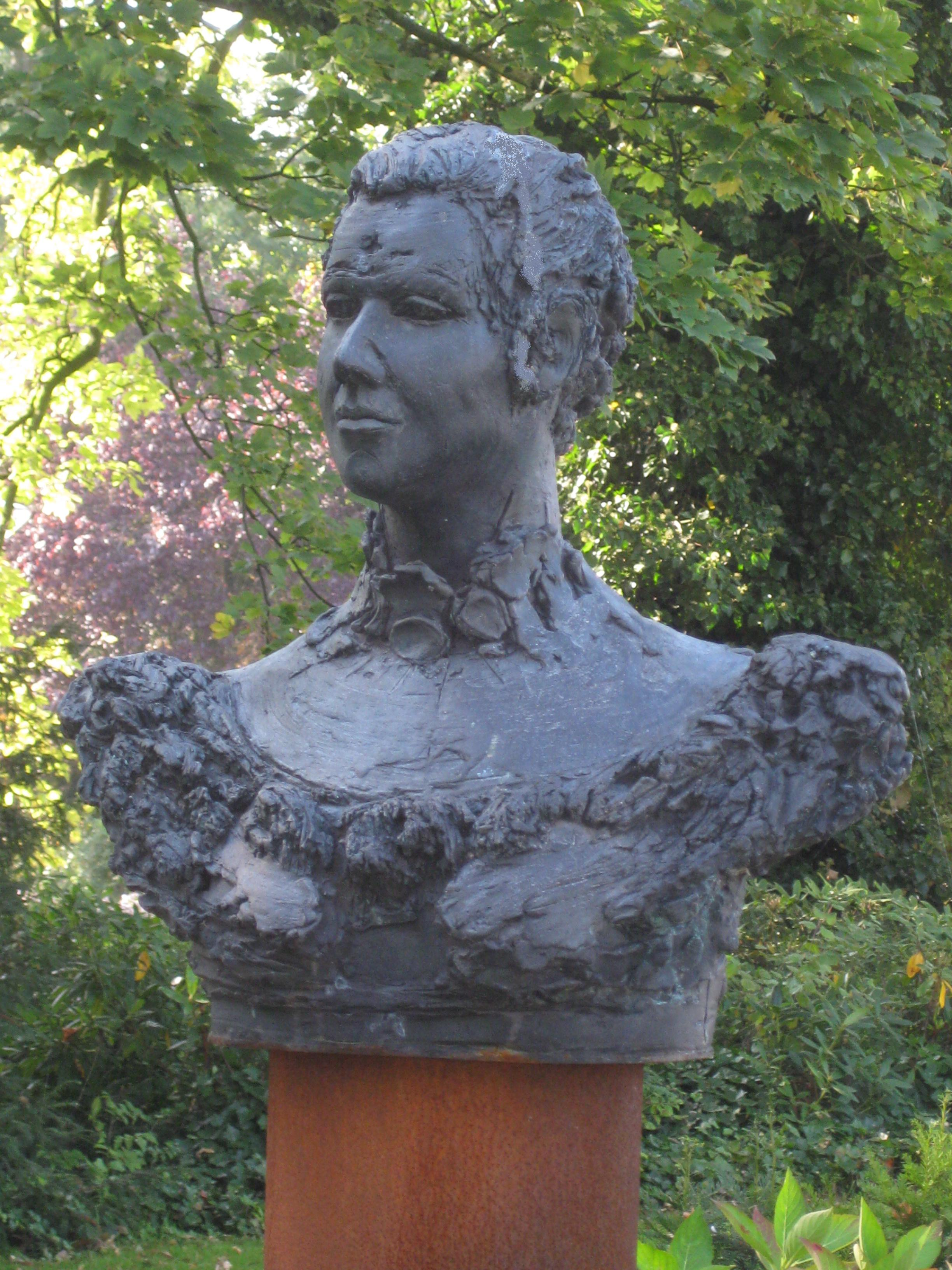
Borstbeeld van Agneta Matthes in het Agnetapark

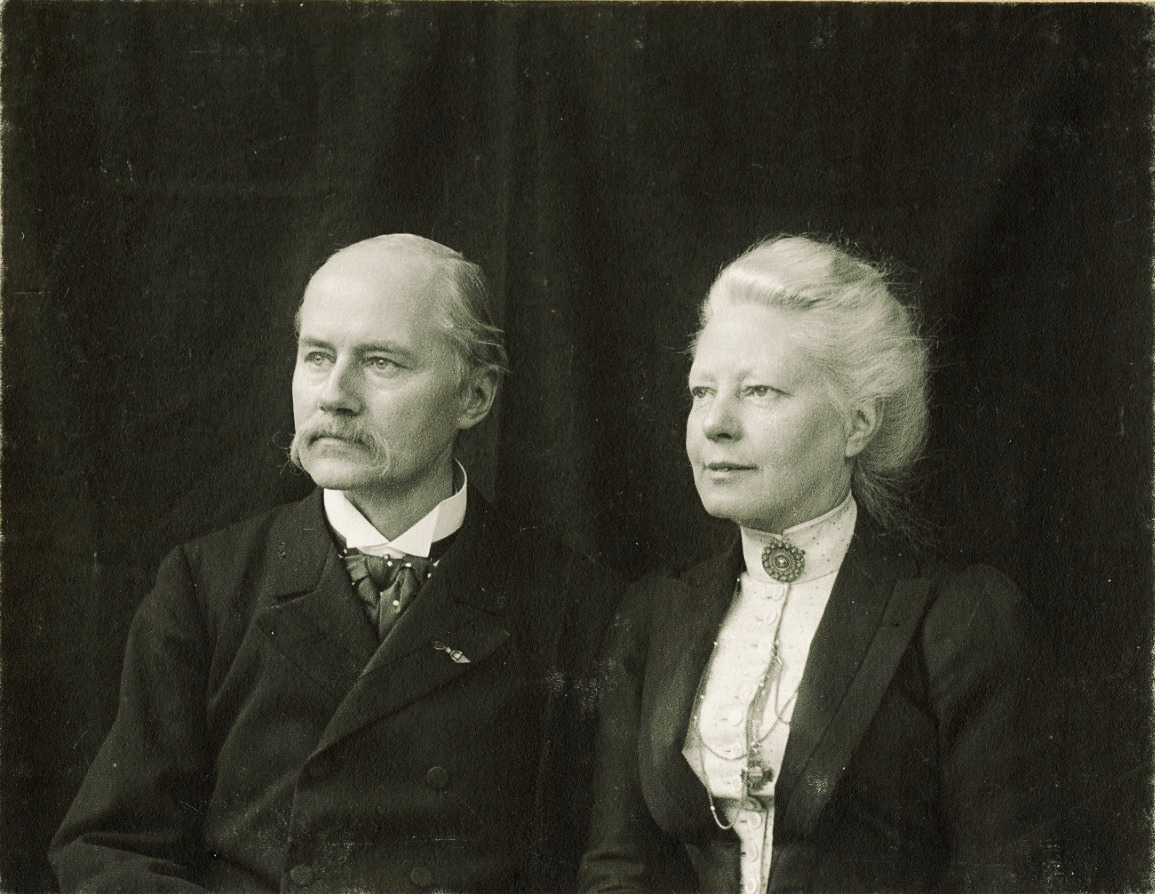
Het echtpaar Van Marken Matthes

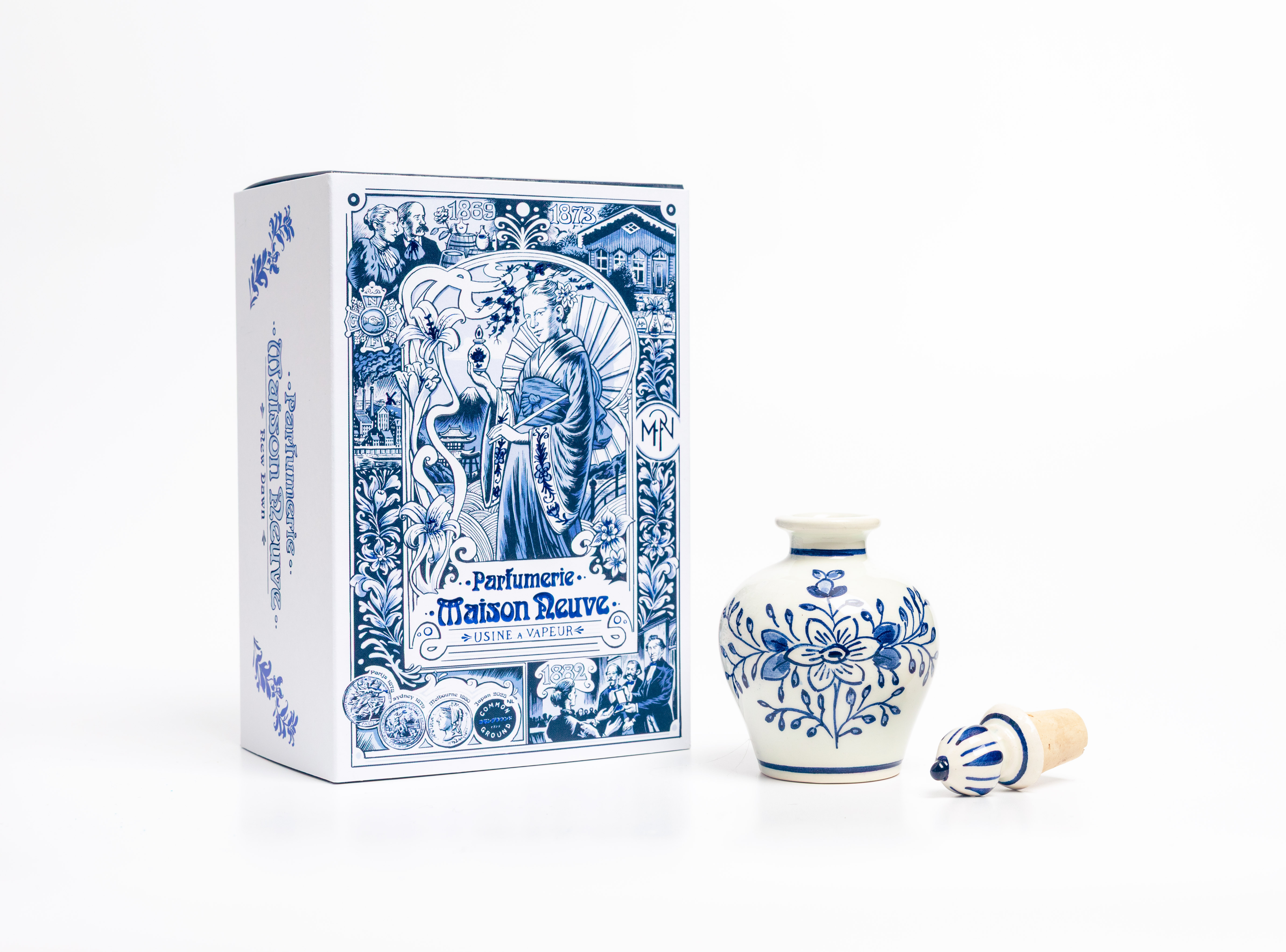
Parfumflesje PMN (model 1880) geproduceerd voor Expo 2025 in Osaka, Japan.

Agneta Wilhelmina Johanna (Agneta) Matthes (Amsterdam, 4 oktober 1847 - Hof van Delft, 5 oktober 1909) was de vrouw van fabrieksdirecteur Jacques van Marken (telg uit het geslacht Van Marken), onderneemster en oprichtster Van Markens Stichting. Zij droeg veel bij aan het succes van zijn bedrijven, en dreef ook zelf een onderneming: de parfumfabriek Parfumerie Maison Neuve.

## Karakter
Grafoloog James Coates, die ze in oktober 1895 in Londen bezocht, omschreef haar als een intelligente en kordate vrouw met een brede belangstelling, een hoogontwikkeld plichtsbesef, en een groot organisatietalent.

## Gistfabriek
Nadat gebleken was, dat haar huwelijk met Jacques van Marken kinderloos zou blijven, richtte zij zich op de administratieve kant van de fabriek. Op de gistfabriek van Van Marken had zij haar eigen kantoorruimte, waar zij de administratie en de personeelszaken bijhield, en contacten onderhield met de gezinnen van de personeelsleden. Hierin waren vooruitgangsgeloof en gemeenschapsgevoel haar sleutelwoorden, gericht op de ontwikkeling van de arbeiders. Direct na de oprichting van de fabriek, richtte ze een basisloon in en voerde zij in 1874 een premiestelsel in met winstuitkering. In 1880 kwamen de dagelijkse leiding van de fabriek de afdeling personeelsbeleid in handen van verwanten van haar man en kreeg het echtpaar de gelegenheid tot experimenteren met de vervaardiging van margarine. Hiertoe werd een oliefabriek opgericht naast de gistfabriek. De bedrijven werden als concern met de naam 'Delftsche Nijverheid' verenigd, waarin in 1886 ook een lijm- en gelatinefabriek werd toegevoegd.

## Parfumerie Maison Neuve
Aanvankelijk woonde het echtpaar Van Marken-Matthes aan de Phoenixstraat 52 in Delft, waar zij een herenhuis met een zeer diepe tuin bezaten. In de tuin werd een houten gebouw voor parfumbereiding geplaatst. De alcohol die bij de productie gebruikt werd, was een restproduct van de Koninklijke Nederlandsche Gist- en Spiritusfabriek. Agneta zag in dat dit beter gebruikt kon worden voor een industriële dan voor een consumptieve toepassing. Daartoe richtte zij in 1873 de parfumfabriek Parfumerie Maison Neuve op. Hier vonden tal van meisjes uit de omgeving niet alleen werk, maar ontvingen zij ook van Agneta tal van adviezen voor levensethiek.
De producten waren: eau de cologne, toiletwaters ('reukwaters') en toiletartikelen. De flesjes werden betrokken van de De Porceleyne Fles. Export vond plaats naar de overzeese rijksdelen.
De fabriek won op de wereldtentoonstelling van 1878 in Parijs een bronzen medaille  en een eerste prijs op de wereldtentoonstelling van 1880 in Melbourne, en waarvoor zij in de Eerste Kamer werd gehuldigd. Op de Nationale Tentoonstelling van Nederlandsche en Koloniale Nijverheid van 1879 in Arnhem won zij de gouden medaille. 
In 1880 fuseerde het bedrijf met de firma Suringar, die, nadat de Van Markens zich zes jaar later uit het bedrijf terugtrokken, de productie voortzette. De verkoop vond plaats in de filialen in Delft, Den Haag en Leiden. Het Leidse filiaal werd uiteindelijk in 1980 geliquideerd, waarmee tijdelijk een einde kwam aan het merk. In 2022 kwam het vrijgekomen merkrecht opnieuw in handen van Agneta's familie, die het parfummerk in een gelimiteerde oplage als nicheparfum opnieuw op de markt bracht. Opmerkelijk is dat een jaar later het oer-bedrijf van Van Marken, gedurende de tijd verworden tot Koninklijke DSM, fuseerde met het Zwitserse familiebedrijf Firmenich, het op een na grootste bedrijf ter wereld in parfums en schoonheidsproducten, tot DSM-Firmenich.
Geheel in de geest van Agneta's pionierswerk werd het parfummerk Maison Neuve gepresenteerd op de wereldtentoonstelling van 2025 in Osaka, in het Nederlands paviljoen. Evenals als in 1880, tijdens de wereldtentoonstelling in Melbourne, werd het merk op de met de hand in Delfts blauw beschilderde flacons getoond. Speciaal voor deze bijzondere gelegenheid creëerde de meesterparfumeur van DSM-Firmenich de geur New Dawn.

## Woningen
Agneta was de drijvende kracht achter de bouw van het Agnetapark voor wat betreft het ontwerp van de woningen. Daartoe had zij zich in Delft verdiept in de indelingen van bestaande arbeiderswoningen en haar ideeën op millimeterpapier uitgetekend, zodat die in de nieuwe ontwerpen verwerkt konden worden. Zelf woonde het echtpaar in de directeursvilla “Rust Roest”, waar de arbeiders dagelijks op weg naar de fabriek, langs moesten en deze spreuk zagen.

## Pleegkinderen
Agneta ontdekte tijdens een verblijf van haar man in een kuuroord, waar hij wegens zenuwpijnen verlichting zocht, dat hij een buitenechtelijke verhouding had met Maria Eringaard, bij wie hij vijf kinderen had verwekt, waarvan er twee waren overleden, en die leefde van een maandelijkse door hem geschonken toelage. Zij zocht buiten Van Marken om, contact met Maria en zij kwamen overeen samen voor de drie kinderen te zorgen. In 1889 overleed Maria en nam Agneta de zorg voor de verdere opvoeding van de kinderen op zich.
Ten gevolge van alle drukke werkzaamheden, beperkte zij zich vanaf 1889 alleen nog tot representatieve bezigheden en nadat Van Markens gezondheid in 1900 verslechterde en hij in 1906 overleed, bundelde zij al zijn ruim 360 hoofdartikelen in het bedrijfsblad van hun fabrieken, 'De Fabrieksbode'.

## Agnetapark
Het Agnetapark in Delft is naar haar genoemd.

## Publicatie
In 2015 publiceerde Jan van der Mast de roman 'Agneta' over haar. In 2013 werd zij opgenomen in '1001 vrouwen uit de Nederlandse geschiedenis' (redactie Els Kloek).